# Алекс Бруно де Соуза Сілва
Алекс Бруно де Соуза Сілва (порт. Alex Bruno de Souza Silva, нар. 7 жовтня 1993, Кеймадус) — бразильський футболіст, півзахисник мальтійського клубу «Гіберніанс». Виступав також за низку бразильських і закордонних клубів. Володар Кубка Мальти.

## Ігрова кар'єра
Алекс Бруно народився 1993 року в місті Кеймадус. Розпочав займатися футболом у юнацькій команді футбольного клубу «Ботафогу», пізніше грав у юнацьких командах клубів «Уніан Сентрал» та «Кеймадос». У 2012 році бразильських півзахисник перейшов до складу польського клубу «Відзев», в якому виступав до кінця 2014 року, взявши участь у 44 матчах чемпіонату. На початку 2015 року Алекс Бруно повернувся на батьківщину до складу клубу «Санта-Рита». У середині 2015 року футболіст перейшов до молдовського клубу «Зімбру», в якому грав до кінця 2016 року
З 2017 до 2018 року Алекс Бруно грав у південнокорейських командах «Кьоннам» і «Сувон». У другій половині 2018 року бразилець повернувся на батьківщину до клубу «Лондрина». З 2019 до 2021 року футболіст грав у складі казахського клубу «Атирау», а в 2022 році в складі іншого казахського клубу «Мактаарал». З початку 2023 року Алекс Бруно грає у складі мальтійського клубу «Гіберніанс».у складі команди в сезоні 2024—2025 років футболіст став володарем Кубка Мальти.

## Титули і досягнення
- Володар Кубка Мальти (1):

«Гіберніанс»: 2024–2025